# Шуцман, Сергей Сергеевич
Серге́й Серге́евич Шу́цман (28 января 1869 — ?) — русский архитектор, один из ведущих архитекторов московского модерна.

## Биография
Сын московского садовника, отец которого был выходцем из Германии; брат военного инженера Н. С. Шуцмана и архитектора М. С. Шуцмана. Окончил Московское училище живописи, ваяния и зодчества в 1894 году со званием классного художника архитектуры, Малой серебряной медалью по рисованию и Большой серебряной медалью по архитектуре. После окончания училища продолжил обучение в ИАХ. Работал в Москве в стиле модерн. С 1894 по 1902 годы являлся помощником архитектора Л. Н. Кекушева. С 1902 года состоял в Московском архитектурном обществе. Малое количество самостоятельных построек связано с полной потерей С. С. Шуцманом зрения. Жил в Москве в доме Силуанова на Рождественском бульваре, 17, в доме Пигита на Большой Садовой, 10 и в Трёхпрудном переулке, 3. Судьба С. С. Шуцмана после 1917 года неизвестна.

## Постройки

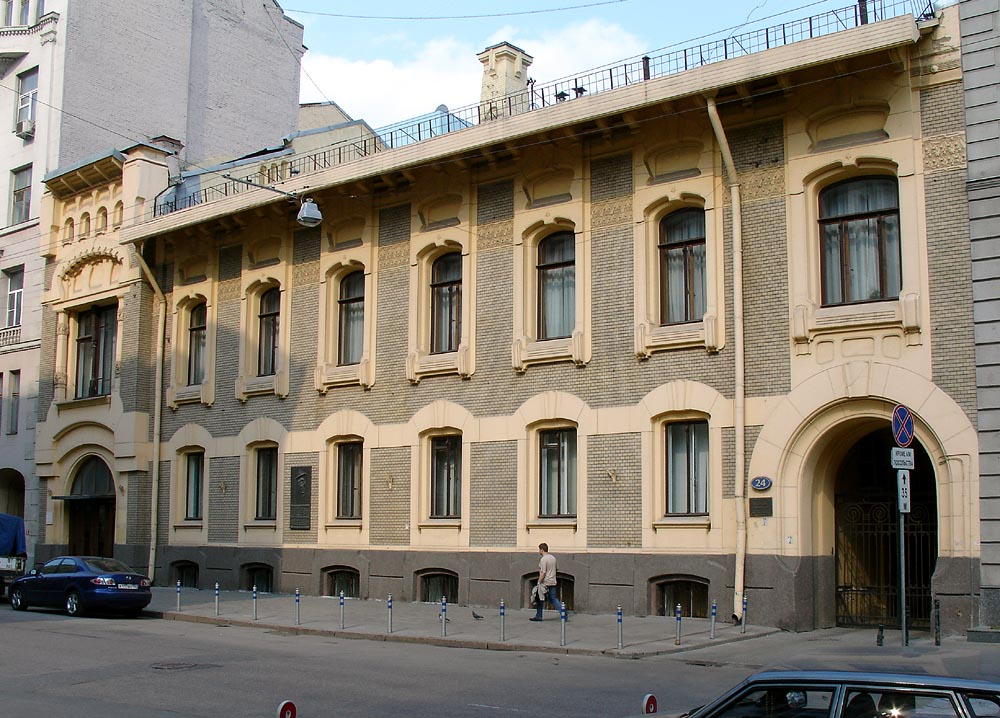
Особняк М. С. Саарбекова

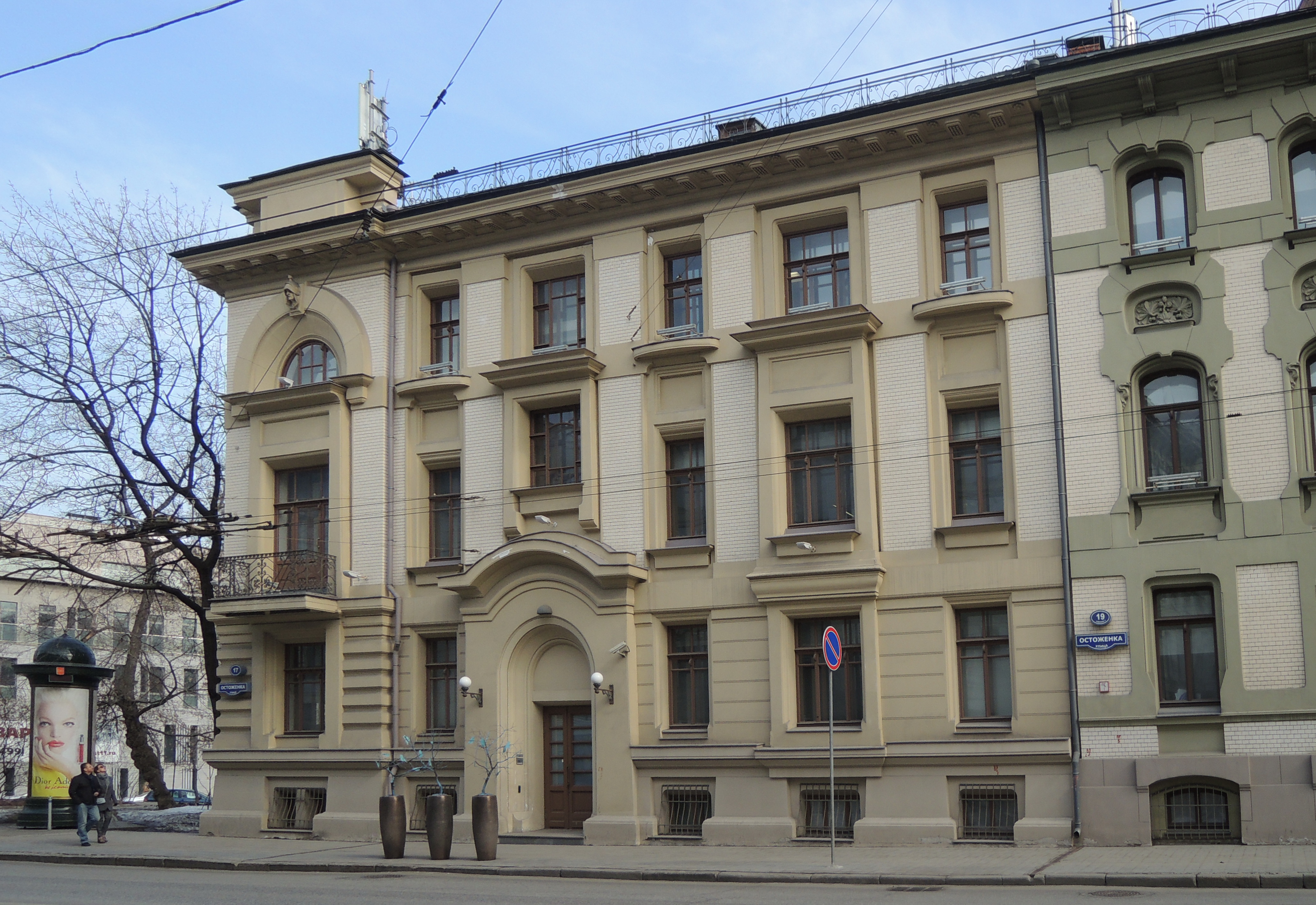
Доходный дом Грязнова на Остоженке

- 1894—1896, 1899 — Особняк Т. И. Коробкова, совместно с Л. Н. Кекушевым, Москва, Пятницкая улица, 33[сн 1];
- 1894—1895 — Перестройка торгового дома М. С. Кузнецова, совместно с Л. Н. Кекушевым, Москва, Мясницкая улица, 8 (не сохранился);
- 1899 — Конкурсный проект гостиницы «Метрополь», совместно с Л. Н. Кекушевым и Н. Л. Шевяковым, Москва, Театральный проезд, 1/4 (частично осуществлён);
- 1899—1900 — Наблюдение за строительством Никольских (Иверских) торговых рядов по проекту Л. Н. Кекушева, Москва, Никольская улица, 5  памятник архитектуры (федеральный);
- 1899 — Особняк М. С. Саарбекова, совместно с Л. Н. Кекушевым, Москва, Поварская улица, 24  памятник архитектуры (региональный);
- 1900—1901 — Участие в строительстве гостиницы «Метрополь», совместно с Л. Н. Кекушевым (фасад В. Ф. Валькота), Москва, Театральный проезд, 1/4  памятник архитектуры (федеральный);
- 1901 — Доходный дом В. И. Грязнова, Москва, улица Остоженка, 17[5] памятник архитектуры (вновь выявленный объект);
- 1901 — Конкурсный проект доходного дома наследников Папудовой, совместно с Л. Н. Кекушевым и Н. С. Шуцманом, Одесса), II премия (не осуществлён)[6];
- 1903 — Жилой дом, Москва, Скатертный переулок, 8, правое строение;
- 1904 — Дом Дамского попечительства о бедных ведомства учреждений Императрицы Марии, совместно с Н. С. Шуцманом (?), Москва, Малый Козихинский переулок, 4  памятник архитектуры (вновь выявленный объект);
- 1907—1912 — Особняк Р. И. Гести, Москва, Улица Спиридоновка, 13[7]  памятник архитектуры (вновь выявленный объект).

### Сноски
1. ↑  Здесь и далее проекты и постройки даны в хронологическом порядке по М. В. Нащокиной, с необходимыми дополнениями и уточнениями.